# Francis Joseph Steingass
Francis Joseph Steingass (* 16. März 1825 in Frankfurt am Main; † Januar 1903) war ein britischer Linguist deutsch-jüdischer Abstammung. 
Steingass absolvierte seine akademische Ausbildung in München, wo er auch promovierte. Später war er Professor für moderne Sprachen in Birmingham, danach am Orient-Institut in Woking. 
Er beherrschte 14 Sprachen einschließlich Arabisch, Farsi und Sanskrit und brachte zahlreiche Wörterbücher heraus.

## Werke
- Francis Joseph Steingass (1884): The student’s Arabic-English dictionary. W. H. Allen. S. 1242. Abgerufen am 6. Juli 2011.
- Francis Joseph Steingass (1882): English-Arabic dictionary: for the use of both travellers and students. W. H. Allen. S. 466. Abgerufen am 6. Juli 2011.
- Francis Joseph Steingass (1882): English-Arabic dictionary. Abgerufen am 6. Juli 2011.
- The Assemblies of Al-Ḥarîri. Translated from the Arabic with Notes Historical and Grammatical, trans. by Thomas Chenery and F. Steingass, Oriental Translation Fund, New Series, 3, 2 Bände (London: Royal Asiatic Society, 1867–98),  (Band 2).

| Personendaten    | Personendaten                              |
| ---------------- | ------------------------------------------ |
| NAME             | Steingass, Francis Joseph                  |
| KURZBESCHREIBUNG | britischer Orientalist und Hochschullehrer |
| GEBURTSDATUM     | 16. März 1825                              |
| GEBURTSORT       | Frankfurt am Main                          |
| STERBEDATUM      | Januar 1903                                |